# Октябрьское муниципальное образование (Тулунский район)
Октябрьское муниципальное образование — муниципальное образование со статусом сельского поселения в
Тулунском районе Иркутской области России. Административный центр — поселок Октябрьский-2.

## Демография
По результатам Всероссийской переписи населения 2010 года
численность населения муниципального образования составила 343 человека, в том числе 174 мужчины и 169 женщин.

## Населенные пункты
В состав муниципального образования входят населенные пункты
- Октябрьский-2
- Октябрьский-1
- Альбин
- Боробино[2]